# Eckhard Beetke
Eckhard Beetke (* 16. August 1939 in Stettin; vollständiger Name: Eckhard Jürgen Klaus Beetke) ist ein deutscher Zahnmediziner. Er lehrte an der Universität Rostock.

## Leben
Eckhard Beetkes Eltern sind Julius und Elli Beetke. Ab 1946 besuchte er in Halle (Saale) eine Grundschule, anschließend eine Oberschule. Auf dieser bestand er 1958 sein Abitur und bezog im nächsten Jahr die Universität Rostock, um Zahnmedizin zu studieren. Das Studium beendete er 1964 mit dem Bestehen des Staatsexamens und dem Erhalt der Approbationsordnung.
Noch 1964 stellte die Universität Beetke als wissenschaftlichen Assistenten an. Zum Doktor der Zahnmedizin promovierte die Universität ihn 1966 anhand der Dissertation Ein Beitrag zur Speichelsteinerkrankung, zwei Jahre später wurde er als Fachzahnarzt anerkannt. Seit 1969 fungierte er als Oberarzt an der Poliklinik für Zahn-, Mund- und Kieferheilkunde.
Im Jahr 1973 stellte Beetke seine Tätigkeit an der Poliklinik ab und wurde zum Leiter der Abteilung Kinderzahnheilkunde an der Universität ernannt. 1979 habilitiert, wurde er schließlich 1983 als ordentlicher Professor und Leiter der Poliklinik für konservierende Zahnheilkunde eingesetzt. Auch wurde er in diesem Jahr Direktor der Poliklinik für Zahnerhaltung, was er bis 1992 blieb und später noch im Zeitraum von 1996 bis 2005 war.
1995 wurde Beetke Schatzmeister der Mecklenburg-Vorpommerschen Gesellschaft für Zahn-, Mund- und Kieferheilkunde an den Universitäten Greifswald und Rostock e.V. Weiter wurde er 2002 in den Universitätskonzil berufen. Beide Tätigkeiten übte er bis 2004 aus. Am 1. Oktober des folgenden Jahres trat er in den Ruhestand.
Beetke gehört folgenden Gesellschaften an: der Deutschen Gesellschaft für Zahn-, Mund- und Kieferheilkunde, der Vereinigung der Hochschullehrer für Zahn-, Mund- und Kieferheilkunde, dem Deutschen Hochschullehrerverband sowie der Deutschen Gesellschaft für Zahnerhaltung.

## Werke
- Ein Beitrag zur Speichelsteinerkrankung (1966)
- Die Pulpa von Milchzähnen und permanenten Zähnen und ihre Veränderungen in den einzelnen Kariesstadien (1979)